# Пугачёв и его сообщники
«Пугачёв и его сообщники. Эпизод из истории царствования Императрицы Екатерины II. 1773—1774 гг.» — трёхтомная монография военного историка, генерал-лейтенанта Н. Ф. Дубровина, посвящённая Пугачёвскому восстанию. В работе над монографией Дубровин впервые использовал большое количество архивных материалов из собрания Секретной следственной комиссии Тайной экспедиции Сената, ранее засекреченных и недоступных для исследователей, а также документы других государственных и военных архивов Российской империи. Несмотря на предвзятость взглядов по отношению к личностям и действиям мятежной стороны, исторический труд Дубровина по сей день сохраняет актуальность в качестве одного из самых подробных исследований в части описания событий Крестьянской войны 1773—1775 годов.